# 古泉镇
古泉镇，是中华人民共和国安徽省宣城市宣州区下辖的一个乡镇级行政单位。

## 行政区划
古泉镇下辖以下地区：
九联社区、桃岱崔村、荀竹村、富山村、睦马村、邵村、其林村和安徽省敬亭山茶场。